# Michael Venus (gyógypedagógus)
Michael Venus (Prága, 1774. — Bécs, 1850.) osztrák gyógypedagógus. A siket gyermekek tanításának egyik módszertani irányzatát, a „bécsi vegyes módszert” kialakító és képviselő pedagógus.

## Életútja
Bécs egyik főiskoláján tanított, amikor a siketek bécsi intézetének igazgatója, Joseph May hatására a siketek tanítására vállalkozott. 1803-tól tanár, majd 1820-tól igazgató a bécsi intézetben.
A siketek jelnyelve fontos helyet kapott a tanítási programjában, azt „mint a siketek oktatásának elengedhetetlen feltételét és eszközét” tartotta számon. Ezért először a jeleket és az írást tanította az iskolában, s csak ezután a hangbeszédet. Utóbbi jelentőségét is hangoztatta, úgy gondolta, hogy a hangbeszéd a gondolatok kicserélésekor megbízhatóbb a jelbeszédnél és gyorsabb, mint az írás, továbbá „közelebb hozza a siketet halló embertársaihoz és hasznosabbá teszi az életvitelben.” A „bécsi vegyes módszer”-re az is jellemző volt, hogy a szájról olvasás tanítását mellőzte, Michael Venus csak az egyéni oktatásban tartotta lehetségesnek elsajátíttatását.
A Michael Venus által képviselt módszert Közép-Európában számos helyen átvették, Magyarországon Schwartzer Antal vezette be a siketek váci intézetében és tökéletesítette.

## Főbb munkáiból
- Methodenbuch oder Anleitung zum Unterricht der Taubstumme. Wien, 1826
- Anleitung zum Unterrichte im Rechnen für Taubstumme. Wien, 1835